# Corporate President
Der Corporate President, formell nur President (deutsch: (Unternehmens-)Präsident), ist eine Funktion in Unternehmen, Gemeinschaften, Clubs, Gewerkschaften und anderem, die vor allem in den Vereinigten Staaten verwendet wird. In vieler dieser Gesellschaftsformen wird der President als das höchste Amt anerkannt. Die Aufgaben und der Zuständigkeitsbereich und damit auch die Befugnisse und die Macht des President variieren je nach Organisation stark.
Dem President unterstehen meist ein oder mehrere Vizepräsident(en) (dies kann sein: First Vice President, Executive Vice President, Senior Vice President und andere).

## Geschichte
Ursprünglich war der President eine Art Aufseher, der auch den Vorsitzenden von Sitzungen, Treffen, Versammlungen und weiterem, ernennen sollte. Dies ist ihm auch heute noch möglich. Mittlerweile fungiert er jedoch auch als Chief Officer, wodurch er administrative und exekutive Befugnisse besitzt.

## Stellung im Unternehmerischen
Im Unternehmerischen fokussiert sich der Aufgabenbereich des President meist auf Leitung, Verwaltung und Kontrolle der Kernbereiche des Unternehmens und dessen gesamten Betrieb, im Gegensatz zum Chief Executive Officer, der die Position des obersten Leiters des Unternehmens einnimmt und damit die strategische Orientierung und die operativ geschäftlichen Ziele des Unternehmens vorgibt. Nicht zu verwechseln ist seine Aufgabe mit der des Chief Operating Officer, dessen Arbeit sich auf Steuerung und Verwaltung des eigentlichen Produkts oder der Dienstleistung konzentriert.
Je nach den Unternehmensstatuten und der inneren Organisation kann es auch dazu kommen, dass die Bezeichnung „President“ nur noch neben weiteren Funktionsbezeichnungen z. B: CEO oder COO geführt wird.

## Befugnisse und Macht
Wie bereits erläutert, können sich die Aufgaben und damit auch die Befugnisse und die Macht des President je nach Organisation stark unterscheiden. In manchen Organisationen ist es ihm möglich, Personal anzustellen und finanzielle Entscheidungen zu treffen. In anderen ist es ihm lediglich möglich, das Board of Directors zu beraten, in wieder anderen hat der President keine administrative und exekutive Macht, sondern ist hauptsächlich repräsentativ tätig. Der Umfang seiner Aufgaben hängt von der Gesellschaftsform, ihrer Struktur und ihrer selbst erstellen Richtlinien ab.

## Disziplinarverfahren
Wenn der President seine Macht missbräuchlich einsetzt oder seine im zugeteilten Aufgaben nicht erfüllt, kann gegen ihn ein Disziplinarverfahren eingeleitet werden. Ein solches Verfahren kann Sanktionen, Einschränkungen oder sogar eine Entlassung mit sich ziehen. Das Verfahren wird mit seinen potentiellen Konsequenzen durch die Organisation ausgestaltet. Im Normalfall hat das Organ, das den President ernannt oder gewählt hat, die Macht, ihm seine Funktion wieder zu entziehen.